# 济物浦条约
《济物浦条约》（日语：済物浦条約）是朝鲜国与日本于1882年8月30日在济物浦（仁川）签订的不平等条约。由日方代表花房义质和朝鲜代表李裕元、金弘集在济物浦临时会馆签订。
条约签署的背景为朝鲜练兵局的士兵袭击日本公使馆的壬午兵变。该条约使日本获得了在朝鲜的驻兵权。